# Watervang
Watervang is een bestuurslaag in het regentschap Lubuklinggau van de provincie Zuid-Sumatra, Indonesië. Watervang telt 5516 inwoners (volkstelling 2010).